# Alan Guth

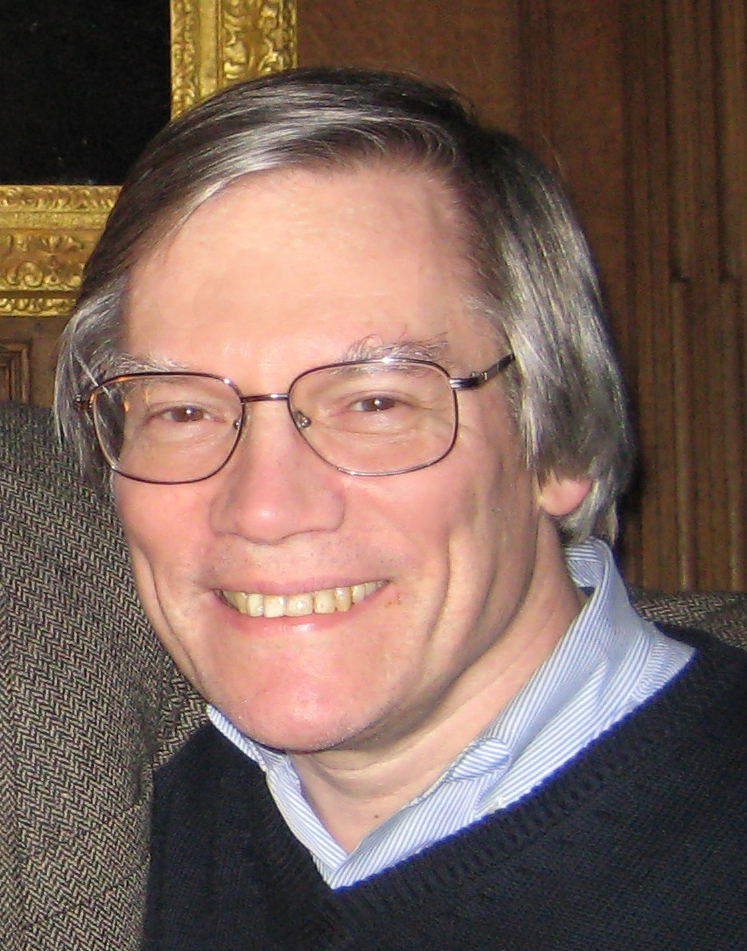
Alan Guth

Alan Harvey Guth (New Brunswick (New Jersey), 27 februari 1947) is een Amerikaanse natuurkundige en kosmoloog.
Guth wordt gezien als de grondlegger van de inflatietheorie, een uitbreiding van de theorie van de oerknal. Guth kwam op het idee van de inflatie na het bijwonen van een lezing in 1979 van Robert Dicke over de Big Bang. In 1981 maakte hij zijn theorie wereldkundig.
Hij heeft zijn theorie zeer helder uiteengezet in The Inflationary Universe: Quest for a New Theory of Cosmic Origins (1998), in het Nederlands niet helemaal correct vertaald als Het Uitdijende Heelal.
Guth bezet de Victor F. Weisskopf leerstoel in de natuurkunde aan het Massachusetts Institute of Technology (MIT). In 2012 werd hij een laureaat van de Breakthrough Prize in Fundamental Physics.